# Star Trek: New Voyages
Star Trek: New Voyages, conocido desde 2008 hasta 2015 como Star Trek: Phase II,  fue una producción distribuida por internet y desarrollada por fanes de la saga Star Trek. La historia continúa la inconclusa serie original, ya que el viaje de 5 años se quedó en tres, esta serie pretende continuar con los dos años de exploración pendientes del capitán James Tiberius Kirk al mando de la USS Enterprise (NCC-1701). Aunque no está rodada por actores profesionales, colaboran con la serie Majel Barrett (viuda del creador de Star Trek), Eugene 'Rod' Roddenberry Jr., la guionista D. C. Fontana, el guionista Marc Scott Zicree, el guionista Howard Weinstein, el guionista David Gerrold, Walter Koenig (Chekov), George Takei (Sulu), J. G. Hertzler (Martok) y Grace Lee Whitney (Janice Rand), entre otros.
La producción de nuevos episodios se detuvo en el año 2016, cuando el creador y productor James Cawley dijo en julio de ese año que “ya no hacía más episodios hacía meses”.

## Reparto
En Star Trek: Phase II actúan James Cawley (del episodio 0 al 8) y Brian Gross (a partir del episodio 9) en el papel del capitán Kirk, Jeffery Quinn (del episodio 0 al 3), Ben Tolpin (episodios 4 y 5) y Brandon Stacy (a partir del episodio 6) como Spock y John Kelley como el doctor Leonard McCoy. Rod Roddenberry, hijo del creador de Star Trek Gene Roddenberry, es productor consultor. A lo largo de la serie han vuelto a aparecer actores de la serie original, tales como Walter Koenig (episodio 2) y George Takei (episodio 3), retomando sus roles de Pavel Chekov y Hikaru Sulu, respectivamente.

### Reparto principal y tripulación de la USS Enterprise
La mayoría de los actores de Phase II son desconocidos en el mundo cinematográfico, pero como el resto del equipo los une su estima por Star Trek.
| Personaje           | Actor                                                                                          | Rango               | Cargo |
| ------------------- | ---------------------------------------------------------------------------------------------- | ------------------- | --- |
| James Tiberius Kirk | James Cawley (ep. 0-8), Brian Gross (ep. 9-13)                                                 | Capitán             | Capitán y comandante de la nave espacial USS Enterprise. |
| Spock               | Jeffery Quinn (ep. 0-3), Ben Tolpin (ep. 4-5), Brandon Stacy (ep. 6-13)                        | Comandante          | Oficial científico y segundo al mando; es el único miembro de la tripulación regular que desciende de otra raza (es vulcaniano); y es el mejor amigo de Kirk. |
| Leonard McCoy       | John M. Kelley (ep. 0-8, 10), Jeff Bond (ep 9, 11-13)                                          | Teniente comandante | Oficial médico en jefe y amigo más próximo al capitán después de Spock (el capitán le da el apodo de "Bones").                                                |
| Montgomery Scott    | Jack Marshall (ep. 0), Charles Root (ep. 1-13)                                                 | Teniente comandante | Jefe de ingeniería y tercero en el rango de mando (a menudo el capitán lo llama "Scotty").                                                                    |
| Nyota Uhura         | Julienne Irons (ep. 0-3), Kim Stinger (ep. 4-8), Jasmine Pierce (ep. 9-13)                     | Teniente            | Oficial de comunicaciones y única mujer oficial entre la tripulación regular.                                                                                 |
| Hikaru Sulu         | John Lim (ep. 2-3), J.T. Tepnapa (ep. 4-8), Shyaporn Theerakulstit (ep. 9) Meng Ai (ep. 10-13) | Teniente comandante | Su primera aparición fue en el primer vignette llamado "El sillón de mando", posteriormente a sus estudios en la Flota Estelar para ascender a comandante.    |
| Pavel Chekov        | Jasen Tucker (ep. 0), Andy Bray (ep. 1-5), Jonathan Zungre (ep. 6-13)                          | Alférez             | Timonel y oficial de armamento. |
| Vincent DeSalle     | Ron Boyd                                                                                       | Teniente            | Timonel |
| Peter Kirk          | Bobby Quinn Rice                                                                               | Alférez             | Oficial de seguridad. Sobrino de James T. Kirk. |

### Personajes recurrentes y actores invitados
| Personaje                                  | Actor                 | Episodios |
| ------------------------------------------ | --------------------- | --- |
| Janice Rand                                | Meghan King Johnson   | 0 (Podría pasar), 1 (Primera victoria), 4-5 (Sangre y fuego), 6 (Una flota estelar enemiga) y 7 (La niña)                                                                       |
| Enfermera Christine Chapel                 | Shannon Quinlan/Giles | 0 (Podría pasar), 1 (Primera victoria) y 2 (Servir hasta el final) |
| Capitán Kargh                              | John Carrigan         | 1 (Primera victoria), 2 (Servir hasta el final), 4-5 (Sangre y fuego), 8 (Kitumba) y V2 (El escenario invencible)                                                               |
| Kyle                                       | Jay Storey            | 0 (Podría pasar), 1 (Primera victoria) y 2 (Servir hasta el final), 4-5 (Sangre y fuego), 6 (Una flota estelar enemiga), 7 (La niña) y V2 (El escenario invencible)             |
| Teniente Sentell                           | Jeff Mailhotte        | 1 (Primera victoria) y 2 (Servir hasta el final), 4-5 (Sangre y fuego), 6 (Una flota estelar enemiga), 7 (La niña), 8 (Kitumba) y V3 (Ir audazmente)                            |
| Xon                                        | Patrick Bell          | 4-5 (Sangre y fuego), 6 (Una flota estelar enemiga), 7 (La niña), 8 (Kitumba), 9 (El exprimidor mental), 10 (Lo más sagrado), V2 (El escenario invencible) y V3 (Ir audazmente) |
| Alana Sulu                                 | Christina Moses       | 3 (Una vida que recordar) |
| Capitán Christopher Pike                   | Kurt Carley           | 1 (Primera victoria) |
| Doctora Ann MacGregor                      | Becky Bonar           | 1 (Primera victoria) |
| Doctora Lisa Chandris                      | Lia Johnson           | 3 (Una vida que recordar) |
| Kyril (6), Comandante Prescott (8) y otros | Paul Sieber           | 6 (Una flota estelar enemiga), 8 (Kitumba) y otros |
| Walking Bear                               | Wayne W. Johnson      | 9 (El exprimidor mental), 10 (Lo más sagrado) y V3 (Ir audazmente) |

### Equipo de producción
El episodio 0 (Podría pasar), así como el episodio 1 (Primera victoria) y el 2 (Servir hasta el final) fueron producidos por James Cawley, Jack Marshall, Pearl Marshall, James Lowe, Jeff Quinn, John Muenchrath y Max Rem. Estos episodios estuvieron dirigidos a cargo de Jack Marshall (el segundo conjuntamente con Erik Goodrich); el episodio 3 (Una vida que recordar), por Marc Scott Zicree y el vignette 1 (El sillón de mando), por Erik Goodrich; los episodios 4 y 5 (Sangre y fuego), por David Gerrold.

### Estrellas invitadas
| Actor              | Personaje                                           | Episodio                                                | Más información |
| ------------------ | --------------------------------------------------- | ------------------------------------------------------- | --- |
| Walter Koenig      | Pavel Chekov                                        | 2 (Servir hasta el final)                               | Koenig interpretó a Chekov a la serie original y las películas posteriores. |
| George Takei       | Hikaru Sulu                                         | 3 (Una vida que recordar)                               | Takei interpretó a Sulu a la serie original y las películas posteriores. |
| Grace Lee Whitney  | Janice Rand                                         | 3 (Una vida que recordar)                               | Whitney retoma su papel de la alférez Janice Rand (la asistente del capitán Kirk) a bordo de la nave del capitán Sulu, la USS Excelsior. |
| Denise Crosby      | Dra. Jenna Yar                                      | 4 y 5 (Sangre y fuego)                                  | Interpretó a la teniente Tasha Yar en la nueva generación. También presentó las películas Trekkies y Trekkies 2. |
| Majel Roddenberry  | Voz del ordenador                                   | 3 (Una vida que recordar)                               | Voz del ordenador en toda la franquicia Star Trek. Empezó interpretando a la Primera Oficial en el episodio piloto de la la serie original y luego pasó a ser la enfermera Christine Chapel. Posteriormente actuó haciendo de Lwaxana Troi en las series la nueva generación y Star Trek: Espacio Profundo Nueve. Además, fue la esposa durante 22 años de Gene Roddenberry, el creador de Star Trek. |
| Mary Linda Rapelye | Embajadora Rayna Morgan                             | 2 (Servir hasta el final)                               | Rapelye apareció como Irina Galliulin en el episodio 75 (El camino a Edén) de la serie original. |
| BarBara Luna       | Veronica (1) Alersa (6)                             | 1 (Primera victoria) y 6 (Una flota estelar enemiga)    | BarBara Luna apareció en el episodio 39 (Espejo, espejito) de la serie original, como la «mujer del capitán Kirk» del universo paralelo. |
| William Windom     | Comodoro Matt Decker                                | 1 (Primera victoria)                                    | William Windom retoma su papel del Comodoro Decker de hace casi 40 años en el episodio 35 (La máquina del Juicio Final) de la serie original. |
| Malachi Throne     | Korogh, padre de Kargh y Comodoro José Méndez (voz) | 1 (Primera victoria)                                    | Throne interpretó el Comodoro José Méndez en el episodio 15-16 (La colección de fieras) de la serie original y al senador romulano Pardek en el episodio "Unificación" de la nueva generación. |
| Bill Blair         | Comandante Blodgett                                 | 4 y 5 (Sangre y fuego)                                  | Ha interpretado multitud de alienígenas en las series Star Trek: Espacio Profundo Nueve, Star Trek: Voyager y Star Trek: Enterprise. |
| Eddie Paskey       | Almirante Leslie                                    | 0 (Podría pasar)                                        | Eddie Paskey interpreta al padre del Teniente Leslie, personaje no reflejado a los créditos pero habitual de la serie original. |
| John Winston       | Capitán Matthew Jefferies                           | 0 (Podría pasar)                                        | John Winston interpretó al Teniente Kyle, el jefe de transporte en la serie original. El nombre de este personaje es un homenaje a Matt Jefferies el diseñador de la nave original USS Enterprise. |
| Larry Nemecek      | Cal Strickland (0) Esterion (2)                     | 0 (Podría pasar) y 2 (Servir hasta el final)            | Larry Nemecek es el autor y editor de los comunicadores de Star Trek. |
| Pony R. Horton     | K’Sia                                               | 8 (Kitumba)                                             | Es uno de los creadores de los efectos visuales de Star Trek: New Voyages/Phase II, así como de otras películas y producciones de televisión. Cawley lo eligió para este episodio después de que J.G. Hertzler fue incapaz de unirse. A pesar de haber trabajado sobre todo detrás de la cámara, Pony fue entrenado en el escenario y la pantalla por Robert Baker, Walter Koenig y Victor Izay.      |
| Rivkah Raven Wood  | Dra. Jan Hamlin (9) Natira (11)                     | 9 (El exprimidor mental) y 11 (El tormento del destino) | Actriz cuyos trabajos se han desarrollado sobre todo en televisión. |
| Richard Hatch      | Orthros                                             | 11 (El tormento del destino)                            | Famoso actor que interpretó al capitán Apolo en la primera serie de la saga de televisión Battlestar Galactica y a Tom Zarek en la segunda. |

## Star Trek: New Voyages / Phase II en España
El proyecto Phase II tuvo su primer espacio fuera de Estados Unidos en España en la web Trekminal. En su web los seguidores pueden descargar gratuitamente todo el material puesto a disposición del público.
Tuvo un grupo de trabajo que contaba con traductores, diseñadores web y diseñadores gráficos, se tradujeron y subtitularon todos los episodios, así como entrevistas e información publicada a través de la web estadounidense.
En marzo del 2006 se estrenó el primer vignette (cortometraje), llamado “El sillón de mando”. Previa aprobación y apoyo del equipo de producción de Phase II, se convocó un casting de voces por su doblaje en español en la ciudad de Barcelona. El tiempo y esfuerzo empleado por el equipo consiguió que en junio se presentara el doblaje finalizado del vignette con un excelente recibimiento por toda la comunidad de fanes.
Aunque desde el 1 de enero del 2012 dicho grupo de trabajo se disolvió, el trabajo de subtitulado lo retomó un nuevo equipo y los episodios siguen ofreciéndose subtitulados en español, pero estos últimos solo para visualización en línea. Además, en la web alemana del proyecto, stnv.de, también se pueden encontrar los episodios para descargar junto con los subtítulos en español y otros idiomas como alemán, inglés, francés, catalán, portugués o italiano.
En 2012, Omniverse Productions, publicó el primer número de una serie de cómics en formato digital ambientado en el universo Phase II. Su publicación se hizo simultáneamente en varios idiomas: inglés, español, catalán, italiano y alemán. Aunque la producción se quedó en un único número.

## Episodios
| # | Título                           | Título (EE. UU.)             | Estreno                  | Fecha estelar       |  |
| --- | -------------------------------- | ---------------------------- | ------------------------ | ------------------- |  |
| 0 | Podría pasar                     | Come What May                | 16 de enero del 2004     | 6010.1              |  |
| La USS Enterprise acude en auxilio de una colonia que ha sido atacada por una enorme nave alienígena. En el transcurso de las investigaciones, los sensores detectan a otra nave mucho más pequeña que se ha enfrentado a ella y la ha hecho huir. Cuando consiguen transportar a dos miembros de esta segunda nave a bordo, comienzan a sucederse extrañas visiones del futuro por parte de la tripulación de la Enterprise. |                                  |                              |                          |                     |  |
| |                                  |                              |                          |                     |  |
| 1 | Primera victoria                 | In Harm's Way                | 8 de octubre del 2004    | Desconocida, muchas |  |
| Una de las paradojas temporales más extraordinarias de toda la saga Star Trek. Imagina a Kirk con un primer oficial klingon, al mando de la nave donde sirvió años atrás, el USS Farragut, viajando adelante y atrás en el tiempo para evitar una guerra que nunca debió ocurrir y que devastó miles de planetas, incluido Vulcano y su raza (incluido Spock). Todo ello aderezado con unos impresionantes efectos especiales dignos de una gran producción. |                                  |                              |                          |                     |  |
| |                                  |                              |                          |                     |  |
| 2 | Servir hasta el final            | To Serve All My Days         | 23 de noviembre del 2006 | 6031.2              |  |
| Durante una misión diplomática, el teniente Pavel Chekov sufre un accidente que le hace envejecer de forma prematura y muy rápidamente, ya que en el episodio 40 (Los años de la muerte) fue el único que no envejeció. Sin su oficial de armamento en plenas facultades, Kirk y la tripulación de la Enterprise deberán hacer frente a un ataque de los klingon. |                                  |                              |                          |                     |  |
| |                                  |                              |                          |                     |  |
| 3 | Una vida que recordar            | World Enough and Time        | 23 de agosto del 2007    | 6283.4              |  |
| Durante una batalla con naves romulanas, la Enterprise queda atrapado en un poderoso campo de fuerza multidimensional. Al intentar averiguar datos externos del campo, Sulu sufre un accidente con el transportador y se materializa treinta años más viejo. El tiempo para escapar se agota y sólo Sulu conoce la forma de salir del campo de fuerza pero el tiempo transcurrido le ha hecho olvidar los datos que pueden salvar a la nave y a toda la tripulación. También Sulu tiene una hija, Alana, a la que no pueden transportar del todo y queda medio atrapada en el planeta. |                                  |                              |                          |                     |  |
| |                                  |                              |                          |                     |  |
| 4 | Sangre y fuego, Parte I          | Blood and Fire, Part I       | 20 de diciembre del 2008 | 6429.2              |  |
| Maltrechos tras una dura batalla con los klingon, la Enterprise y su tripulación tienen que acudir a socorrer una nave científica, llamada Copernicus. Entre los nuevos tripulantes se encuentra el sobrino del capitán Kirk, Peter, que ha conseguido ser asignado a la Enterprise para poder estar cerca de su amigo y amante, el teniente Alex Freeman. Ambos jóvenes formarán parte del equipo de rescate, descubriendo que lo que ha ocurrido en la nave científica es más terrible de lo que nadie hubiera podido imaginar. En cuestión de horas la Copernicus y la tripulación se consumen cerca de una estrella. |                                  |                              |                          |                     |  |
| |                                  |                              |                          |                     |  |
| 5 | Sangre y fuego, Parte II         | Blood and Fire, Part II      | 20 de noviembre del 2009 | 6429.2              |  |
| El equipo de rescate dirigido por el comandante Spock encuentra supervivientes en la Copernicus, los cuales afirman haber encontrado una cura para la plaga de Regula. Pero las órdenes de la Flota Estelar continúan siendo claras: la Copernicus y todos sus tripulantes han de ser eliminados para evitar la propagación de la enfermedad. Kirk y McCoy inician una carrera contrarreloj para encontrar la forma de salvar a sus amigos, bajo la amenaza de un nuevo ataque de los klingon. |                                  |                              |                          |                     |  |
| |                                  |                              |                          |                     |  |
| 6 | Una flota estelar enemiga        | Enemy: Starfleet!            | 22 de abril del 2011     | 7232.5              |  |
| Mientras explora un sector inexplorado de la galaxia, la Enterprise es atacado por naves de guerra de una raza desconocida y Kirk y su tripulación se ven involucrados en una guerra entre dos mundos: peshanos y meskanos. Y dicha batalla está siendo provocada por la aparición del USS Eagle, una nave de la Federación desaparecida ocho años atrás y que ahora está en poder de los meskanos, un grupo de piratas espaciales con peligrosos poderes mentales liderados por Alersa y que han modificado la nave hasta hacerla prácticamente indestructible. La Enterprise podría ser la única nave capaz de detener a Alersa y su flota estelar enemiga. |                                  |                              |                          |                     |  |
| |                                  |                              |                          |                     |  |
| 7 | La niña                          | The Child                    | 5 de abril del 2012      | 9717.7              |  |
| Mientras la Enterprise atraviesa una extraña nube de energía, la alférez Isel es misteriosamente impregnada y, en cuestión de días, da a luz una niña, Irska, que parece ser totalmente humana, a diferencia de su madre que es deltana. Una curiosa forma de vida alienígena quiere estudiar la tripulación, pero su presencia pone en peligro la nave. |                                  |                              |                          |                     |  |
| |                                  |                              |                          |                     |  |
| 8 | Kitumba                          | Kitumba                      | 1 de enero del 2014      | 2623.3              |  |
| La Enterprise emprende una misión suicida en el corazón del Imperio Klingon. Influenciado por todos lados por los señores de la guerra y otras personas con sus propias motivaciones, el Kitumba se encuentra de repente ante su peor enemigo: el capitán James T. Kirk y la Enterprise. Las decisiones que tomará tendrán un gran eco por toda la galaxia durante los próximos años. |                                  |                              |                          |                     |  |
| |                                  |                              |                          |                     |  |
| 9 | El exprimidor mental             | Mind-Sifter                  | 1 de diciembre del 2014  | Desconocida         |  |
| Kirk es torturado por los klingon para obtener información sobre los viajes en el tiempo y luego enviado a la Tierra de los años 1950 por el Guardián de la Eternidad del planeta Portal, donde termina mayoritariamente amnésico y sin responder en un hospital psiquiátrico, bajo el cuidado de una doctora. Los klingon usaron en Kirk el “exprimidor mental” para sacarle información, un dispositivo con el que le han programado en su mente que cada vez que se pronuncie “Capitán James T. Kirk”, él sufrirá hasta morir. Mientras tanto, tras la desaparición de Kirk en Nimbus III, Spock está al mando de la Enterprise, encargado de la búsqueda de Kirk y de esclarecer su desaparición. Entre tanto, la Flota Estelar hace nuevos planes para la Enterprise. Finalmente Kirk consigue ser rescatado por Spock y Leonard McCoy. |                                  |                              |                          |                     |  |
| |                                  |                              |                          |                     |  |
| 10 | Lo más sagrado                   | The Holiest Thing            | 15 de enero del 2016     | 7713.6              |  |
| El capitán James T. Kirk se encuentra por primera vez con la carismática científica Doctora Carol Marcus, especializada en terraformación. Carol es la mujer que un día será la madre de David, el hijo de Kirk y quien también le romperá el corazón. La doctora Marcus dirige un proyecto de terraformación en el planeta Lappa III que va muy mal y devasta el planeta. ¿Es culpa de ella? ¿O hay una misteriosa operación de mercado negro tras la catástrofe? Kirk y la tripulación de la USS Enterprise renovado tendrán que investigarlo. |                                  |                              |                          |                     |  |
| |                                  |                              |                          |                     |  |
| 11 | El tormento del destino          | Torment of Destiny           | No será estrenado        | Desconocida         |  |
| La tripulación de la Enterprise regresa a la nave-mundo de Yonada. Allí la sacerdotisa Natira y su esposo, el doctor Leonard McCoy, han quedado cautivos después de un atentado en la Embajada de la Federación en Lazulia Prime que ha dejado tanto el almirante Withrow como las negociaciones de mediación entre los nativos de Lazulia y los Fabrini en estado crítico. El capitán Kirk y la tripulación de la Enterprise tienen que encontrar una solución y encontrar su oficial, pero tendrán que conocer el destino que les tiene guardado el “Oráculo del Pueblo”. |                                  |                              |                          |                     |  |
| |                                  |                              |                          |                     |  |
| 12 | Pan y barbarie                   | Bread and Savagery           | No será estrenado        | 7511.3              |  |
| La Enterprise vuelve a Magna Roma, el cuarto planeta del Sistema 892, a estudiar la repercusión de las incursiones de la Federación en su historia y su cultura. |                                  |                              |                          |                     |  |
| |                                  |                              |                          |                     |  |
| 13 | El hombre fragmentado (Orígenes) | The Protracted Man (Origins) | No será estrenado        | Desconocida         |  |
| La historia muestra la vida de James T. Kirk cuando era cadete en la Academia de la Flota Estelar. |                                  |                              |                          |                     |  |
| |                                  |                              |                          |                     |  |

## Vignettes
| 1 | El sillón de mando      | Center Seat     | 17 de marzo del 2006  |  |  |
| Hikaru Sulu regresa a la USS Enterprise después de su ascenso a comandante. Su primera tarea es un vuelo rutinario, pero los recientes cambios realizados en la nave convertirán este viaje en una experiencia muy peligrosa. |                         |                 |                       |  |  |
| |                         |                 |                       |  |  |
| 2 | El escenario invencible | No Win Scenario | 8 de octubre del 2011 |  |  |
| En una versión klingon del Kobayashi Maru, el capitán Kargh debe enfrentarse con la Enterprise y el capitán Kirk. Cuando los tripulantes de la Enterprise simulada están muriendo, el simulado Kirk da la orden de autodestrucción, y la onda expansiva mata a todas las naves klingon en la batalla (Kang, Kor y Koloth), pero Kargh huye y se salva: los klingon murieron con honor, pero Kargh sólo se limitó a huir. El capitán Kargh espera el día en que él y Kirk se encontrarán cara a cara.                                                    |                         |                 |                       |  |  |
| |                         |                 |                       |  |  |
| 3 | Ir audazmente           | Going Boldly    | 6 de agosto del 2012  |  |  |
| Este es un homenaje a cinco compañeros del equipo de la Enterprise que murieron recientemente: Anthony DeGregorio, John Olson, R. L. Dickerson, Mikhail Hodel y Alex Freeman. Los dos primeros (Anthony DeGregorio y John Olson) son reales y son mencionados como miembros de la tripulación. Este vignette significa también un nuevo comienzo de Phase II que introduce al actor Brian Gross como el nuevo James T. Kirk, una USS Enterprise restaurado, y la primera aparición del teniente Arex, personaje regular en Star Trek: La serie animada. |                         |                 |                       |  |  |
| |                         |                 |                       |  |  |